# Хашкава
Хашкава (Гашкаба, от ивр. השכבה‎ — «успокоение; упокой; успение»), также Менуха нехона (מנוחה נכונה‎ — «покой уготованный») — сефардская погребальная молитва о евреях-сефардах в поминальном обряде «Хазкарат нешамот». Первоначально молитву «Хашкава» произносили исключительно при церемонии погребения, а впоследствии стали читать в синагоге с обещанием родственника умершего дать милостыню. В сефардской традиции не существует поминовения умерших как отдельного богослужебного чина по праздникам; за упокой душ умерших произносят особую молитву лишь по просьбе родственников усопших, причём молитву «Хашкава» произносят либо после того, как свиток Торы вновь поставлен в шкаф, либо после прочтения вызванным к Торе родственником усопшего главы из неё, по субботам, праздникам и даже понедельникам и четвергам. Во многих сефардских синагогах читают Хашкаву с перечислением всех умерших сефардов при вечернем богослужении в Йом-кипур (Кол нидре), в других же общинах при дневном богослужении между дополнительным и послеполуденным богослужениями.
В местности Агбал близ Триполи (в Африке) существует версия Хашкавы за упокой душ мучеников и раввинов, в которой упомянуты Альфаси, Маймонид (и его отец, сын, внук) и другие.

## Описание
В сефардской традиции существуют две версии молитвы — полная (по еврею/еврейке) и краткая (состоящая из восемнадцати слов). Полная версия молитвы «Хашкава» составлена на иудео-арамейском языке Таргума так же, как молитва «Кадиш». В молитве содержится цитата из пророка Исаии (Ис. 57:2). Также молитву «Хашкава» («упокой») уместно сравнить с седьмым (ночным) благословением «Хашкивену» («дай же нам упокоиться на ложе к миру») после Шма, так как в Средневековье бытовала идея о том, что во сне душа покидает тело, а по пробуждении душа возвращается в тело. По этой аналогии полагали, что смерть — сродни сну, а значит после смерти возможно воскресение.
| По еврею-сефарду | По еврейке-сефардке |
| --- | --- |
| Покой уготованный в жилище Всевышнего, в выси святой и безгрешной, подобной сиянию лучезарного небосвода, освобождение для костей, искупление за грехи, очищение от преступлений и близость ко спасению, сострадание и милосердие от Того, Кто пребывает на высотах, и удел благой в мире грядущем, там быть уделу и обители души прощённой (имярек). Да упокоит его Дух Господень в раю, ибо покинул он мир сей по воли Божией, Господа неба и земли. Да умилостивится и сжалится к нему милостею Своею Царь царей. Да укроет его в тени крыл Своих Царь царей по милости Своей. Да созерцает усладу Господню под кровом шатра Его. Да пребывает в святилище Его. Да воскресит Он его в конце времён. Да напоит его потоком сладостей Своих. Да приобщит Он душу его к сонму вечно живущих, Сам Господь удел его. Да покоится он на ложе своём к миру, как написано «он отходит к миру; ходящие прямым путём будут покоиться на ложах своих» (Ис. 57:2), как он, также и все сыны Израиля, покоящиеся с ним, по милости и прощению. Да быть по сему, и скажем «аминь». | Милостивый, Чья милость по Слову Его сотворила миры, как мир сей, так и мир грядущий, сокрыть праведных да святых, исполняющих заповеди Его. Да соизволит Он по Слову Своему ради славы и величия Своего подняться пред Ним памяти души женщины уважаемой и скромной (имярек). Да упокоит её Дух Господень в раю, ибо покинула она мир сей по воли Божией, Господа неба и земли. Да умилостивится и сжалится к ней милостею Своею Царь царей. Да покоится она на ложе своём к миру, как написано «он отходит к миру; ходящие прямым путём будут покоиться на ложах своих» (Ис. 57:2), как она, также и все дщери Израиля, покоящиеся с нею, по милости и прощению. Да быть сему, и скажем «аминь». |

Согласно раввину Лурии, в полной версии Хашкавы преувеличивают качества умершего, о чём он может сожалеть, что не достиг того, что ему приписывают, поэтому лучше говорить краткую версию Хашкавы, в которой умершего не расхваливают: «Милостивый ко всем тварям Своим, Милостив также и к душе (имярек). Да упокоит его/её Дух Господень в раю».